# Relações étnico-raciais
As relações étnico-raciais se referem às questões concernentes à população afro-brasileira, a fim de sair do impasse e da postura dicotômica entre os conceitos raça e etnia. Para se compreender a realidade do negro brasileiro, não somente as características físicas e a classificação racial devem ser consideradas, mas também a dimensão simbólica, cultural, territorial, mítica, política e identitária. É neste contexto que a pesquisadora Gomes, vai definir relações étnico-raciais como sendo "relações imersas na alteridade e construídas historicamente nos contextos de poder e das hierarquias raciais brasileiras", onde segundo a autora a "raça opera como forma de classificação social, demarcação de diferenças e interpretação política e identitária", num processo histórico, social, político, econômico e cultural.

## Ressignificação de raça e etnia
A partir das discussões acerca das relações estabelecidas sobre o conceito de raça pela sociedade brasileira, um grupo de intelectuais, juntamente com o Movimento Negro adota uma ressignificação para o termo, portanto rejeitando como coloca Gomes “o sentido biológico de raça, uma vez que os avanços da ciência postulam que não existem raças humanas.” As raças, acrescenta a pesquisadora, são compreendidas com um significado político e identitário e como construções sociais, políticas e culturais produzidas no contexto das relações de poder ao longo do processo histórico.
Outro aspecto é o conceito de etnia, que é utilizado por alguns “por acharem que, se falarmos em raça, mesmo que de forma ressignificada, acabamos presos ao determinismo biológico, o qual já foi abolido pela biologia e pela genética. A intenção era enfatizar que os grupos humanos não são marcados por características biológicas, mas, sim, por processos históricos e culturais." Todavia, ainda segundo a autora, há questionamentos sobre o alcance do conceito de etnia no que diz respeito aos negros brasileiros devido à forma como esses indivíduos se veem e são vistos por meio de classificações raciais e experiências vivenciadas e intensificadas por conta da origem africana e negra. Ao ser dissociado da interpretação ressignificada de raça, o conceito de etnia se torna insatisfatório para a compreensão do racismo e suas implicações na vida dos negros. Dessa forma a expressão étnico-racial vem sendo adotada para se referir às questões concernentes à população negra brasileira, sobretudo, no campo da educação.

## Relações Étnico-raciais e educação
Gomes aponta a Lei nº 10.639/03 que estabelece a obrigatoriedade do ensino da história e cultura afro-brasileiras e africanas nas escolas públicas e privadas do ensino fundamental e médio; o Parecer do CNE/CP 03/2004, que aprovou as Diretrizes Curriculares Nacionais para Educação das Relações Étnico-Raciais e para o Ensino de História e Cultura Afro-Brasileiras e Africanas; e a Resolução CNE/CP 01/2004, que detalha os direitos e as obrigações dos entes federados ante a implementação da lei compõem um conjunto de dispositivos legais considerados como indutores de uma política educacional voltada para a afirmação da diversidade cultural e da concretização de uma educação das relações étnico-raciais nas escolas, desencadeada a partir dos anos 2000. É nesse mesmo contexto que foi aprovado, em 2009, o Plano Nacional das Diretrizes Curriculares Nacionais para a Educação das Relações Étnico-Raciais e para o Ensino de História e Cultura Afro-Brasileira e Africana (BRASIL, 2009).
Segundo a pesquisadora a sanção de tal legislação significa uma mudança não só nas práticas e nas políticas, mas também no imaginário pedagógico e na sua relação com o diverso. Mesmo sendo um preceito de caráter nacional, a Lei nº 10.639/03 se volta para a correção de uma desigualdade histórica que recai sobre um segmento populacional e étnico-racial específico, ou seja, os negros brasileiros. Ao fazer tal movimento, o Estado brasileiro, por meio de uma ação educacional, sai do lugar da neutralidade estatal diante dos efeitos nefastos do racismo na educação escolar e na produção do conhecimento e se coloca no lugar de um Estado democrático, que reconhece e respeita as diferenças étnico-raciais e sabe da importância da sua intervenção na mudança positiva dessa situação. Entretanto, mesmo com essas ações afirmativas, há muito o que ser feito no que diz respeito à formação de professores para de fato promover uma educação étnico-racial pautada na perspectiva decolonial.
A doutora em Ciências Humanas, Petronilha Beatriz Gonçalves e Silva sinaliza que para pensar a educação levando-se em conta as relações étnico-raciais em contextos de sociedades multiculturais como no Brasil, deve-se estar aberto a diversidade cultural brasileira, onde indígenas, afrodescendentes, descendentes de europeus e de asiáticos, precisam conviver sem medo das tensões e diminuindo os conflitos. Além destas pesquisadoras existem também outros autores e outras autoras como por exemplo, Kabengele Munanga, Vilma Reis, Carlos Moore, Luiza Bairros que defendem este mesmo ponto de vista.